# Nearcha agnata
Nearcha agnata är en fjärilsart som beskrevs av Louis Beethoven Prout 1913. Nearcha agnata ingår i släktet Nearcha och familjen mätare. Inga underarter finns listade i Catalogue of Life.